# 朱載坋
平乡安庄王朱载坋（16世纪—？），明朝平乡恭和王朱厚燝庶长子。
万历四年（1576年），朱厚燝去世，朱载坋以镇国将军袭封。
万历七年（1579年）正月，朱載坋因任情私娶、違例請名、霸吞絶產、謀併宗粮、惡為相訐、有乖敦睦被革去冠帶。万历十一年（1583年），因朱載坋私收滥妾，明神宗减去他一半禄米，并下令他的子孙只能按例降级奉祀，不能袭封为平乡王。
朱载坋的三个嫡子都早夭。崇祯四年（1631年），朱载坋的庶四子朱翊銓请求袭封，禮科給事中鍾炌认为神宗已有成命，让朱翊铨以奉国将军奉祀即可。朱翊銓后来获准袭封。